# Босток против округа Клейтон
Босток против округа Клейтон — знаковое дело, рассматриваемое Верховным судом США в разделе о гражданских правах, в котором суд постановил, что раздел VII Закона о гражданских правах 1964 года защищает работников от дискриминации, и в том случае, если они являются геями или трансгендерными людьми.
Истец Джеральд Босток был уволен после того, как выразил заинтересованность в организации гей-софтбольной лиги на работе. Суды низшей инстанции следовали прошлому прецеденту одиннадцатого округа, согласно которому раздел VII не охватывает защиту от дискриминации в сфере занятости по признаку сексуальной ориентации. Дело было объединено с «Altitude Express, Inc. против Зарды», аналогичным случаем явной дискриминации по причине сексуальной ориентации из Второго округа, но которое добавило к разделению окружного дела. 8 октября 2019 года были заслушаны устные аргументы, а также дело «R.G. & G.R. Harris Funeral Houses Inc. против Комиссии по равным возможностям в сфере занятости», аналогичное вопросу о дискриминации по разделу VII Закона о гражданских правах, касающемуся трансгендерных людей.
15 июня 2020 года Суд постановил 6 против 3 решением, охватывающим все три дела, что дискриминация по признаку сексуальной ориентации или гендерной идентичности является дискриминацией «из-за пола», как это запрещено разделом VII. Согласно мнению большинства судей, которое выразил Нил Горсач, это происходит потому, что работодатели, дискриминирующие гомосексуальных или трансгендерных работников, принимают определенное поведение (например, интерес к женщинам) у работников одного пола, но не у работников другого пола.
Это решение было воспринято как одно из наиболее важных юридических решений, касающихся прав ЛГБТ в Соединенных Штатах, наряду с решением по делу «Лоуренс против Техаса» (2003) и «Обергефелл против Ходжеса» (2015). Некоторые юристы утверждали, что в данном деле Горсач применял теорию текстуализма для трактовки закона, в то время как другие утверждали обратное.

## Законодательство и предыдущая судебная практика
Закон о гражданских правах 1964 года был принят в ходе движения за гражданские права. Он был предложен президентом Джоном Ф. Кеннеди в качестве средства борьбы с расовой дискриминацией и расовой сегрегацией после кампании в Бирмингеме. После убийства Кеннеди в ноябре 1963 года его преемник Линдон Б. Джонсон выступал за принятие Закона о гражданских правах в следующем году.
Среди нескольких положений закона — Раздел VII, который касается равных возможностей трудоустройства. Его ключевое положение, кодифицированное в 42 U.S.C. В § 2000e-2 (a) (1) говорится, что дискриминация при приеме на работу или найме на основании «расы, цвета кожи, религии, пола или национального происхождения» является незаконной. Чтобы обеспечить соблюдение этого требования, Раздел VII учредил Комиссию по равным возможностям при трудоустройстве (EEOC), федеральное агентство, основанное на офисе, созданном Кеннеди в соответствии с Указом 10925, для оказания помощи в наблюдении за любыми сообщениями о дискриминации при приеме на работу и подачи исков против организаций, которые, по мнению EEOC, дискриминируют в контексте занятости. Кроме того, EEOC может принимать собственные решения по делам, а не передавать их в суд. Эти решения не имеют веса прецедентного права, но Верховный суд действительно принимает во внимание важность заключений EEOC, поскольку EEOC «представляет собой совокупность опыта и обоснованных решений, к которым суды и стороны в судебном процессе могут должным образом обращаться в качестве руководства».
Характер защищаемых категорий лиц в соответствии с § 2000e-2 (a) (1) с годами уточнялся в судебной практике. Три ключевых дела Верховного суда до Бостока, которые рассматривали аспект «пола» в контексте статута:
Meritor Savings Bank против Винсона, 477 U.S. 57 (1986), о том, что сексуальные домогательства считаются формой незаконной дискриминации в соответствии с Разделом VII;
Price Waterhouse против Хопкинса, 490 U.S. 228 (1989), в котором определено, что гендерные стереотипы также являются формой дискриминации согласно Разделу VII и, следовательно, являются незаконными;
Oncale против Sundowner Offshore Services, Inc., 523 U.S. 75 (1998), в котором дополнительно уточняется, что Meritor Savings Bank утверждает, что сексуальные домогательства между представителями одного пола также считаются незаконной дискриминацией.

## Защита ЛГБТ в сфере труда
До дела Бостока вопрос о том, дает ли Закон о гражданских правах федеральную защиту от дискриминации при приеме на работу лицам ЛГБТ, был предметом споров. Отдельные штаты с 1973 года действовали по собственной инициативе, чтобы распространить защиту от дискриминации при найме на ЛГБТ-сотрудников, и к 2020 году до решения Бостока 21 штат включил ЛГБТ в категорию защищенных от дискриминации при приеме на работу, в то время как другие штаты предлагали некоторые, но менее широкие меры защиты, в своих законах. В штатах с такой защитой часто есть совет на уровне штата, который выполняет функции, эквивалентные EEOC, и который будет работать с EEOC для унификации правил дискриминации при приеме на работу. Многие местные органы власти также приняли аналогичные законы о дискриминации ЛГБТ в сфере занятости.
С 1994 года члены Демократической партии в Конгрессе США почти каждые два года предлагали некоторую форму Закона о недопущении дискриминации в сфере занятости, который внес бы поправки в Закон о гражданских правах, включив сексуальную ориентацию и гендерную идентичность в качестве защищенных классов под Разделом VII на федеральном уровне и, таким образом, распространялся бы на всю страну. Принятие этих законопроектов обычно терпит неудачу из-за партийной политики. Совсем незадолго до рассмотрения дела, в 2015 году, был введен Закон о равенстве, расширяющий защиту от дискриминации на жилье, образование и другие области, и в него аналогичным образом вводился каждый термин, который не был принят из-за партийной политики.
EEOC использовал прошлое прецедентное право и свою оценку переданных ему дел о дискриминации, чтобы установить, что дискриминация ЛГБТ является незаконной в контексте Закона о гражданских правах. В 2012 году EEOC постановил в деле Мэйси против Холдера, что дискриминация по признаку гендерной идентичности является формой стереотипов по признаку пола и, таким образом, запрещена при приеме на работу как форма дискриминации по признаку пола в соответствии с разделом VII Закона о гражданских правах 1964 года.
В 2015 году EEOC постановил в деле Болдуин против Фокса, что дискриминация по признаку сексуальной ориентации также запрещена в сфере занятости в соответствии с Разделом VII на тех же основаниях, что и в деле Мэйси.

## Предыстория

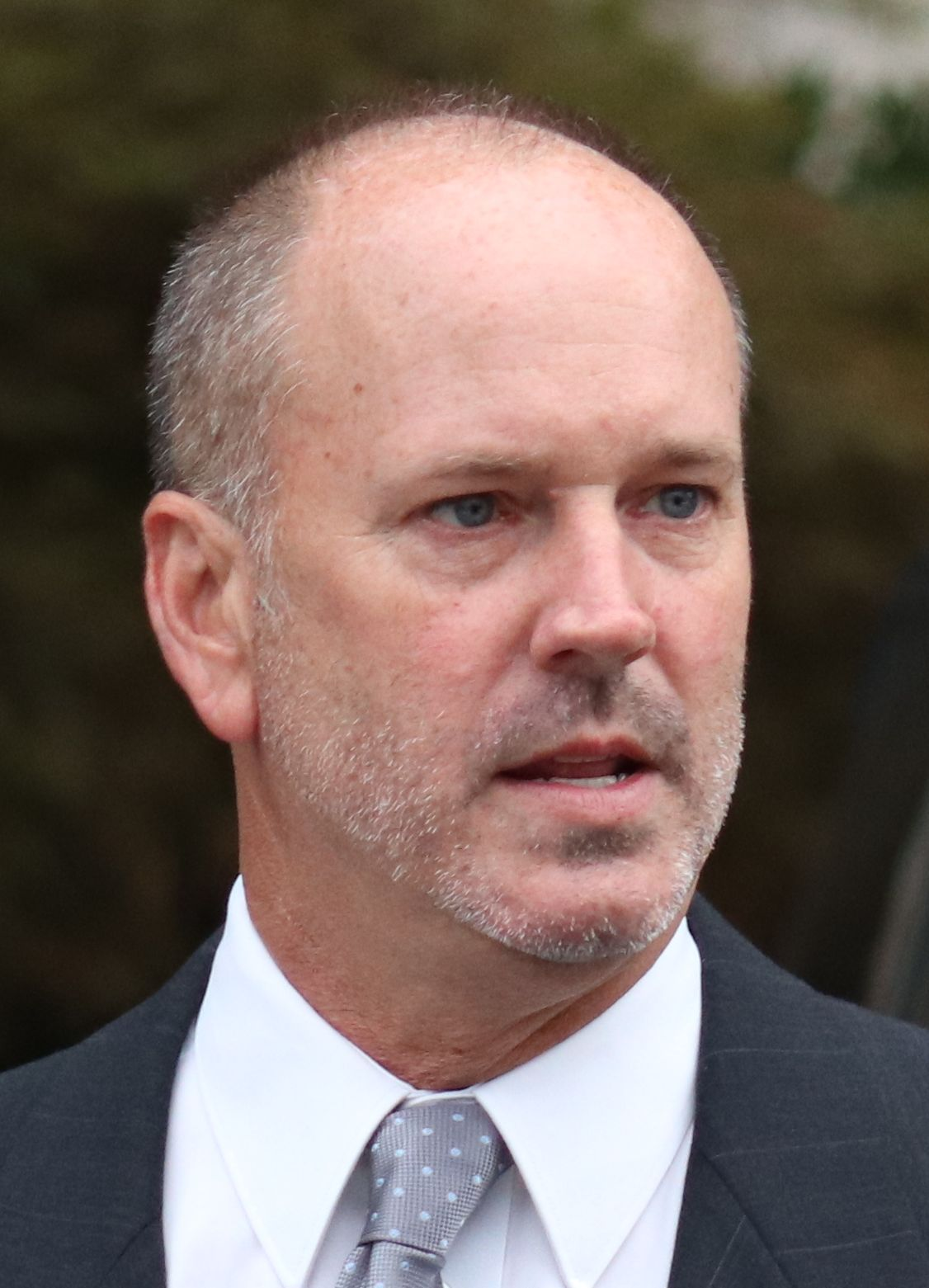
Джеральд Босток в Верховном суде США. 8 октября 2019

Джеральд Босток был служащим округа Клейтон в столичном районе Атланты в качестве должностного лица судебной системы по делам несовершеннолетних с 2003 года и за многие годы добился хороших результатов. В начале 2013 года он присоединился к гей-лиге софтбола и продвигал ее на работе в качестве волонтера. В апреле 2013 года округ Клейтон провел аудит фондов, контролируемых Бостоком, и уволил его за «поведение, неподобающее служащему округа». Джорджия была одним из тех штатов, в которых не было закона, защищающего ЛГБТ от дискриминации в части занятости. Босток считал, что округ использовал заявление о нерационально потраченных средствах как предлог для увольнения его за то, что он гей, и в 2016 году обратился за правовой помощью в отношении дискриминации на рабочем месте в окружной суд Соединенных Штатов по Северному округу Джорджии. Округ попытался отклонить иск о запрещенной дискриминации. Окружной суд согласился отклонить иск на основании прецедента, установленного в 2017 году в деле Эванс против Региональной больницы Джорджии по решению Одиннадцатого округа (частью которого является округ), который постановил, что Раздел VII Закона о гражданских правах не включает защиту от дискриминации в отношении сексуальной ориентации.

### Разногласия судей на окружном уровне
Босток подал апелляцию в Одиннадцатый округ, где коллегия из трех судей подтвердила решение Окружного суда в 2018 году. Одиннадцатый округ опирался на два предыдущих дела: свое предыдущее решение по делу Эванс и Блюм против Gulf Oil Corp из пятого округа в 1976 году. Поддерживая решение, Одиннадцатый округ сослался на свое решение по делу Эванса, которое отклонило прецедент Верховного суда. против дискриминации по признаку пола, установленной Price Waterhouse и Oncale.
Решение Одиннадцатого округа по делу Эванса противоречило решению Седьмого округа по делу Уивли против Айви-Тек Комьюнити Колледж Индианы (2017), в котором судебным округом 8-3 было установлено, что дискриминация при приеме на работу по признаку сексуальной ориентации нарушается, согласно разделу VII.
Второй округ пришел к такому же выводу в деле Зарда против Altitude Express, Inc. (2018). Таким образом, Одиннадцатый округ, с одной стороны, и Второй и Седьмой округ, с другой, разделились по вопросу о толковании Раздела VII. Эти и близкие к ним дела R.G. И Г. Харрис Funeral Homes Inc. против Комиссии по равным возможностям трудоустройства, в котором Шестой судебный округ установил, что Раздел VII также касается дискриминации трансгендерных людей при найме на работу, подготовил почву для решения Верховного суда по делу Бостока.

## Верховный суд
Босток подал прошение в Верховный суд о выдаче certiorari по вопросу о том, подпадает ли сексуальная ориентация под действие Раздела VII Закона о гражданских правах. Верховный суд удовлетворил ходатайство в апреле 2019 года и консолидировал дело с Altitude Express. Между этими делами, а также предыдущими решениями окружных судов, мнения о том, подпадает ли дискриминация по признаку сексуальной ориентации под действие Раздела VII, разделились. Объединенные дела Бостока и Altitude Express привлекли множество записок amicus curiae. Было подано более тридцати шести записок в поддержку Бостока и наследников Зарда, в том числе одно, подписанное более чем 200 крупными корпорациями, такими как Amazon, Walt Disney Company и Coca-Cola, в которых утверждалось, что это не будет "неоправданно дорого или обременительно для них принимать сексуальную ориентацию в качестве защищенного класса в соответствии с Разделом VI I. Было подано более двадцати пяти записок в поддержку округа Клейтон и Altitude Express, в том числе Министерства юстиции США, в котором утверждалось, что сексуальная ориентация не распространяется, но утверждалось, что «Конгресс, конечно же, вправе принимать законы в этой области; и работодатели, в том числе правительственные работодатели по-прежнему могут предлагать своим работникам большую защиту, чем того требует Раздел VII».
Устные аргументы по объединенным делам были заслушаны 8 октября 2019 года вместе с аргументами в Harris Funeral Homes, деле, связанном с защитой Раздела VII для трансгендерных людей. Незадолго до слушаний полиция округа Колумбия обнаружила два подозрительных пакета возле здания Верховного суда и временно очистила площадь от прибывающих сторонников, чтобы убрать пакеты. В устных аргументах официальные претензии касались дискриминации «по признаку … пола» в Законе о гражданских правах 1964 года.
Андре София Блюмштейн, генеральный солиситор штата Теннесси, предсказала, что Верховный суд примет соответствующее решение по этому делу из-за деликатности вопроса и его последствий для Конституции. В статье перед устными аргументами Блюмштейн заявила, что решение определит, останется ли Верховный суд исключительно в качестве «разоблачителя закона» или станет директивным органом вместе с Конгрессом.

### Решение

#### Мнение большинства
Судья Нил Горсач представил заключение Суда по этому делу 15 июня 2020 года. В решении 6 против 3 Суд постановил, что защита Раздела VII в соответствии с § 2000e-2 (a) (1) действительно распространяется на сексуальную ориентацию и гендерную идентичность. Затем решение включало статутную интерпретацию Раздела VII (в частности, первоначальное значение слова «пол»), а не конституционный закон, как в других недавних знаменательных делах, касающихся прав ЛГБТ, таких как Обергефелл против Ходжеса. Суд также постановил, что защита Раздела VII от дискриминации по признаку пола в контексте занятости применяется к дискриминации в отношении отдельных лиц по признаку пола, в отличие от дискриминации в отношении групп. Таким образом, Раздел VII предоставляет средство правовой защиты лицам, которые подвергаются дискриминации по признаку пола, даже если политика работодателя в целом не предполагает дискриминации. Горсач писал:
Работодатель, уволивший человека за то, что он гомосексуал или трансгендерный человек, увольняет этого человека за черты характера или действия, которые он не стал бы подвергать сомнению у представителей другого пола. Пол играет необходимую и неотразимую роль в принятии решения, а именно то, что запрещает Раздел VII. Те, кто принял Закон о гражданских правах, возможно, не ожидали, что их работа приведет к именно такому результату. Но ограниченность воображения разработчиков не дает оснований игнорировать требования закона. Только письменное слово является законом, и все люди имеют право на его пользу.
Решение Горсача также намекало на опасения, что решение может создать обширный прецедент, который навяжет гендерное равенство на традиционные методы. «Они говорят, что ванные комнаты, раздевалки и дресс-коды с разделением по половому признаку окажутся неприемлемыми после нашего сегодняшнего решения, но ни один из этих других законов не рассматривается; у нас не было преимуществ состязательной проверки значения их терминов, и мы это делаем, сегодня не было цели предрешать ни одного подобного вопроса».

#### Мнение меньшинства
Судья Сэмюэль Алито написал особое мнение, к которому присоединился судья Кларенс Томас. В своем особом мнении Алито утверждал, что во время разработки Закона о гражданских правах в 1964 году концепции сексуальной ориентации и трансгендерности были неизвестны, и поэтому язык Конгресса не должен подразумевать охват этих аспектов. Алито написал: "Многие будут аплодировать сегодняшнему решению, потому что они согласны по политическим соображениям с обновлением Судом Раздела VII. Но вопрос в этих делах не в том, должна ли быть запрещена дискриминация по признаку сексуальной ориентации или гендерной идентичности. Вопрос в том, сделал ли это Конгресс что в 1964 году, бесспорно, не сделали. Алито далее заявил, что даже если дискриминация по признаку сексуальной ориентации или гендерной идентичности может быть втиснута в какие-то рамки понимания дискриминации по признаку пола, контекст, в котором Раздел VII был принят, говорит нам что в то время понималось, что это не то содержание, которое вкладывалось в термины статута. Алито критически отозвался о решении большинства:
То, что сделал сегодня Суд, можно обозначить одним словом: законодательство. Документ, который публикует Суд, имеет форму судебного заключения, интерпретирующего статут, но он обманчив … Трудно припомнить более наглое злоупотребление нашими полномочиями толковать статуты. Суд пытается убедить читателей, что он просто обеспечивает соблюдение условий статута, но это абсурдно
.
Судья Бретт Кавано написал отдельное особое мнение, утверждая, что Суд не может добавить сексуальную ориентацию или гендерную идентичность к Разделу VII из-за разделения властей, эта ответственность остается за Конгрессом. В заключение он признал, что «миллионы геев и лесбиянок американцев трудились на протяжении многих десятилетий, чтобы достичь равного отношения на самом деле и права … Они имеют передовые аргументы мощные политики и может гордиться сегодняшним результатом. Однако в соответствии с разделением властей в соответствии с Конституцией, я считаю, что роль Конгресса, а не этого Суда, вносить поправки в Раздел VII».

## Реакция
Решение Верховного суда было воспринято как крупная победа сторонников прав ЛГБТ. Сара Кейт Эллис, генеральный директор GLAAD, заявила, что «историческое решение суда подтверждает то, что не должно было даже обсуждаться: американцы ЛГБТ должны иметь возможность работать, не опасаясь потерять работу из-за того, кем они являются». Кампания за права человека высоко оценила это решение, а президент КПЧ Альфонсо Давид заявил: «Это знаменательная победа для ЛГБТ. Никому не следует отказывать в работе или увольнять только из-за того, кто он или кого любит. За последние два десятилетия федеральные суды определили, что дискриминация на основе статуса ЛГБТ является незаконной дискриминацией в соответствии с федеральным законодательством. Сегодняшнее историческое постановление Верховного суда подтверждает эту точку зрения, но еще предстоит проделать работу. Во многих аспектах общественной жизни, ЛГБТ по-прежнему лишены защиты от дискриминации, поэтому крайне важно, чтобы Конгресс принял Закон о равенстве, чтобы устранить значительные пробелы в федеральных законах о гражданских правах и улучшить защиту для всех». Тори Осборн заявила, что решение по делу Бостока представляет собой более значительный шаг вперед, чем однополые браки, назвав его «водоразделом». Кен Мельман воспринял это решение как доказательство того, что консерватизм не противоречит поддержке прав ЛГБТ
Адвокат Пол Смит, выступавший в деле Лоуренса против Техаса (2003 г.), заявил, что «[а] любой закон, а я думаю, что существует множество законов, в которых говорится, что нельзя проводить дискриминацию по признаку пола, будет считаться с этим решением»; действительно, особое мнение Алито в деле Бостока отмечает, что «[более 100 федеральных законов запрещают дискриминацию по признаку пола». Юрист Американского союза гражданских свобод (ACLU) Джошуа Блок сказал, что «[все] все действия администрации Трампа [„ограничение защиты трансгендерных американцев“] были построены на этом утверждении, что Раздел VII [Закона о гражданских правах] и Раздел IX [Поправок об образовании 1972 года] не обеспечивает защиты ЛГБТ … [это] ахиллесова пята, встроенная во все, что они делали».
Некоторые христианские консерваторы, в том числе Рассел Д. Мур и Франклин Грэм, выразили обеспокоенность по поводу того, что решение повлияет на религиозные свободы и повлияет на занятость на основе вероисповедания, но, по мнению Горсача, масштаб того, как это решение пересекается с прошлым прецедентом религиозной свободы, вероятно, будет следующим предметом будущих дел в Суде. Архиепископ Хосе Орасио Гомес, президент Конференции католических епископов Соединенных Штатов назвал это решение «несправедливостью» и сказал, что он «глубоко обеспокоен тем, что Верховный суд США фактически пересмотрел юридическое значение слова „пол“ в законодательстве нашей страны о гражданских правах». Франклин Грэм сказал, что это был «очень печальный день». Дэн Маклафлин из National Review предположил, что включение Диксикратом Говарда В. Смита слова «пол» в Раздел VII Закона о гражданских правах 1964 года непреднамеренно защитило сексуальную ориентацию и гендерную идентичность от дискриминации при приеме на работу.
Джеральд Босток, единственный оставшийся в живых истец по всем трем делам, заявил, что он «горд тем, что принял участие в роли, которая привела нас к этому историческому моменту». Решением Верховного суда его дело было возвращено на рассмотрение в районный суд.
Некоторые ученые-правоведы выразили разочарование по поводу того, что Верховный суд не дал определения терминам «трансгендер» или «гей» в своем постановлении, оставив сомнение в том, на кого они распространяются. В «Обзоре права Коннектикута» профессор права Университета Мерсер Памела Уилкинс написала, что в решении Суда в отношении трансгендерных людей используются только примеры, в которых кто-то идентифицирован как мужчина или женщина, и «не рассматривается вопрос о том, защищает ли Раздел VII трансгендерных небинарных лиц, которые идентифицируют себя как что-то другое. чем исключительно мужчины и женщины». Ученые-юристы также обсуждали, включает ли термин «гей» в Разделе VII бисексуалов.

### Политики
Многие политики всего политического спектра одобрили это решение. Спикер Нэнси Пелоси заявила, что постановление «обеспечивает критическую защиту ЛГБТ-американцев по всей стране». Сенатор-республиканец Роб Портман из Огайо заявил, что это решение было «большим делом», и подчеркнул, что людей не следует увольнять только из-за их сексуальной ориентации. Некоторые политики, однако, критиковали решение, например сенатор от штата Миссури Джош Хоули, который утверждал, что решение было просто «политическим». Президент Дональд Трамп не хвалил и не критиковал это решение и заявил в ответ на решение, что «некоторые люди были удивлены», но сказал, что суд «вынес решение, и мы живём в соответствии с его решением». Он назвал это решение «очень мощным». После того, как несколько дней спустя Верховный суд вынес решение по делу «Департамент внутренней безопасности против Регентов Калифорнийского университета», он намекал, что оба решения были «ужасными и политически заряженными», без конкретного названия решения.

### Горсач и текстуализм
Было некоторое удивление, что Горсач, консервативный назначенец Трампа, написал мнение большинства в поддержку трудовых прав ЛГБТ. Некоторые комментаторы утверждали, что его мнение согласуется с его текстуализмом в статутной интерпретации простого смысла законов в целом, в то время как другие утверждали обратное. Горсач много писал о текстуализме в своей книге «Республика, если вы можете ее сохранить», опубликованной в середине 2019 года, и некоторые из его вопросов на устных слушаниях основывались на использовании текстуальной интерпретации закона.
Особое мнение Алито принципиально критиковало мнение Горсача как текстуализм. Он утверждал, что мнение большинства выходит за рамки простой формулировки закона, утверждая, что его намерение в 1964 году охватывало сексуальную ориентацию и гендерную идентичность как часть значения «пол» в уставе. Алито назвал решение большинства «Пиратский корабль» в том смысле, что «он плывет под текстуалистским флагом, но на самом деле представляет собой теорию статутного толкования, которую инкорпорировал судья Скалия — теорию о том, что суды должны» обновлять «старые уставы, чтобы они лучше отражали нынешние ценности общества».
В статье Slate Марк Джозеф Стерн написал, что аргумент Горсача «опирается на текстуализм», и назвал его «в высшей степени пренебрежительным» по отношению к особому мнению Алито. Стерн согласился с Горсачем, написав: «Алито не хочет, чтобы суд расширил действие Раздела VII за пределы его применения — как ожидал Конгресс в 1964 году — и этот подход не является текстуализмом», добавив, что мнение Алито «возвышает предполагаемые психические процессы долгого времени. мертвые законодатели превыше обычного значения слов». Майкл Д. Шир, корреспондент The New York Times в Белом доме, писал: «Судья Горсач использовал фундаментально консервативный принцип — буквальное прочтение слов статута — чтобы прийти к решению, которое резко контрастирует с выводами других консерваторов. судьи в суде». Кэрри Северино, президент консервативной организации Judicial Crisis Network и бывший клерк юриста Томаса, сказала: «Судья Скалиа был бы разочарован тем, что его преемник сегодня так сильно испортил текстуализм ради обращения в университетские городки и редакционные коллегии».
Редактор религиозного журнала First Things Р. Р. Рино назвал это мнение неприемлемым софизмом, сравнив его с Дредом Скоттом против Сэндфорда: «Историки могут оглянуться назад и судить Бостока двадцать первого века как аналог Дреда Скотта, решения Верховного суда, наложившего рабский режим по всей стране и способствовал недопустимым противоречиям, которые привели к гражданской войне. Мнение большинства Горсача не оставляет места для маневра. Оно связывает утверждения гомосексуализма и трансгендеризма с нашими основными концепциями равенства. И делает это, отрицая существование есть какие-либо моральные, юридические или даже метафизические различия между мужчинами и женщинами».
Джонатан Скрметти, главный заместитель генерального прокурора штата Теннесси (который вместе с рядом других штатов подал заявление о взаимопонимании от имени работодателей в деле Бостока), заметил, что все три заключения в деле придерживаются текстуалистского подхода. Вторя комментарию, сделанному судьей Еленой Каган при увековечении памяти Скалии, Скрметти утверждал, что Босток показывает, что «мы действительно все текстуалисты». Он охарактеризовал мнение большинства Горсача в Бостоке как «прославление текстуализма в его самом узком буквалистском понимании». Мнение большинства Горсача, утверждает Скрметти, означает, что эта «узкая» форма текстуализма, который, по мнению Скрметти, не обращается к истории законодательства или другим потенциальным источникам значения статута, сейчас преобладает. Но Скрметти отмечает, что там, где статут неоднозначен, такие инструменты могут быть доступны судьям при толковании статутов.